# 黄霖 (1914年)
黄霖（1914年12月30日—1986年6月24日），原名黄国应，后改名黄古文，1940年改为黄霖，男，湖南浏阳人，中国人民解放军开国少将。

## 生平
黄霖是湖南省浏阳县文家市蒋家坪人。兄弟姐妹六人中排行第五。七岁丧母。父亲佃租田地、打长工维生。仅读过半年书。
1927年秋收起义后，哥哥参加了赤卫队；黄霖加入了浏阳县少年先锋队任队副，帮助苏维埃政府送信、站岗、放哨。1929年11月参加中国工农红军。编入红三军团红五军二纵二大队当通讯员。参加了攻打长沙的战斗。伤愈出院后编入红一军团红三军七师二十团当通讯员。历任班长、排长、连长。刚当连长时，全连的花名册都认不全，通过长期坚持识字闯过扫盲关。1930年8月加入中国共产主义青年团。1930年9月，红一方面军第二次攻打长沙失利，主力撤回中央苏区，湘鄂赣根据地被彻底摧毁，全家包括父兄被当地民团杀害；只有二哥在外面打长工才幸免遇难，后二哥逃到江西打零工、要饭1949年后才与黄霖取得联系。1931年冬转党。。随部队改编为红二师红四团连长、副营长。1934年10月长征开始时，任红一军团红二师红四团第二营副营长兼六连连长。长征到陕北，在直罗镇战役中受重伤，被送到蟠龙镇养伤，同时管理军用地图。这是参军后第七次受伤。毛泽东听到黄古文扫盲学文化的经历，对原红二师政委、时任红军大学训练部长的刘亚楼说：“不能光要人家连长冲锋陷阵，也要结他一个机会多喝点墨水，学点马列和孙武兵法！” 黄古文入红军大学第一期学习。1936年秋天，军委警卫营和红四方面军总部通讯营合编组建中央警卫团，任中央警卫团团长。1937年4月25日，周恩来与红军前敌总指挥部副参谋长张云逸、参谋孔石泉、副官陈友才、机要员曾洪才、记者吴涛和四名警卫员，以及西北保卫局特务队副排长陈国桥率领的一个班战士共计25人乘坐3辆卡车从延安南门出发去西安。行驶到延安与甘泉县之间的勞山地域沿湫山，遭到临镇李青伍股匪的伏击。延安闻讯后，毛泽东亲自电话令总参谋长刘伯承集中机关与中央首长的坐骑，毛泽东直接叮嘱军委警卫团团长黄古文：“什么也不要顾虑，无论如何要把周副主席救回来！”黄古文带上几十个战士骑马驰援。留守部队司令员萧劲光和西北保卫局局长周兴率领集结起来的部队火速奔赴劳山，包括：蔡顺礼组织集中骑兵，延安市公安局文书于桑带边区保卫局特务队骑兵排，延属军分区独立团，延安市市委书记张汉武集合的民兵等。“劳山事件”中，周恩来随行的11人牺牲。
1937年底，调任陕北公学担任训练科长兼大队长。1938年调任延安中国人民抗日军政大学任大队长，后任八路军第120师359旅教导营营长，1939年随部队远征冀中敌后抗战。
1940年被分配到河南搞地下工作，由黄古文改名为黄霖。刚到八路军驻洛阳办事处，中央决定撤退、收缩在河南省国统区的地下工作。中共中央组织部指示黄霖一行暂时到新四军去。于是，黄霖化名为史又夫，与另外十几个同志，手持红十字会的全国通行证章，来到豫鄂边抗日根据地。任豫鄂挺进纵队第一支队副队长兼参谋长，率部参加了进军白兆山战役和三次平坝保卫战。1941年4月，豫鄂挺进纵队改编为新四军第五师，挺进纵队第二团与信南地方武装合编为新四军第五师第二纵队，任司令员兼政治委员，在豫南坚持抗日斗争和反顽斗争。1942年9月任新四军第五师第十三旅副旅长兼参谋长（旅长周志坚），参与指挥了威逼武汉、开辟川汉河的侏儒山战役、扫荡盘踞在沔阳地区的伪定国军刘国钧部，控制了武汉西部的长江、汉水交汇处的三角地带。1944年8月29日，任新四军第五师豫南游击兵团指挥长兼豫南工作委员会书记，率千余人的“豫南游击兵团”（原在豫南活动的淮南支队五个连、信应独立第二十五团、驻守大悟山的十三旅三十八团第三营）渡过淮河，开辟豫南豫中沦陷区。首先建立了汝正确、汝蔡遂两个县委和抗日民主政权，开辟了路东局面，并成立了路东指挥部。1944年10月率部向平汉铁路以西进发。由最初的千余人发展到五千多人，成立了挺进一团、二团、三团、四团，并开辟了以孤山冲为中心的抗日根据地。1944年11月，新四军五师副政委任质斌带领第三十九团和一批干部来到孤山冲；同时，豫南工委改为河南工委，将豫南游击兵团改为河南挺进兵团，任河南挺进兵团司令员。率领主力一部继续北上，开辟舞阳南部（现舞钢市）和遂平接壤的嵖岈山地区。为迅速打开豫中局面，1945年2月新四军五师又派十三旅旅长周志坚带领两个团增援黄霖兵团。舞阳县南部、西平县西部、遂平县西北部、泌阳县和方城县北部、叶县东南部形成了巩固的嵖岈山抗日根据地。1945年4月，成立了嵖岈山中心县委和军事指挥部。1945年7月，八路军河南军区陈先瑞支队来到豫中与黄霖部会合，以嵖岈山为中心成立了豫中军分区、豫中地委和豫中专员公署，陈先瑞任军分区司令员，黄霖任副司令员，栗在山任地委书记，欧阳景荣任专员。至1945年8月日本投降，新四军第五师河南挺进兵团建立了东起汝南、西至竹沟、南起信阳、北达舞阳，纵横二百余里的抗日根据地，先后建立了七个抗日民主县政权，发展了几十支抗日武装，军队也从千余人发展到一万多人，与八路军河南军区取得了直接交通联系。黄霖回忆这一年（1944年8月至1945年7月）是一生中思想负担最重的一年，孤军深入敌后，远离边区党委和师部，干部少，对敌斗争情况复杂，环境恶劣，稍不谨慎，就会犯不可挽回的错误；也是得到全面锻炼、提高，成长最快的时期。 
1945年10月，任中原军区下属的河南军区副司令员兼独立三旅副旅长。河南军区由原新四军五师第四、第六分区和豫中分区组成。1945年11月，豫中军分区受中央之命，撤出豫中向新四军五师靠拢。1946年初，黄霖任中原军区下属的河南军区司令员兼政治委员兼独立第三旅旅长，率部在湖北随县草店、竹林店一带坚持斗争。1946年6月26日，中原突围开始，奉命率河南军区在平汉铁路东侧接应，掩护主力越过平汉路。后中原军区命令黄霖留三分之一的武装坚持原地斗争，其余部队作为突围主力的右翼，单独行动，向豫陕边界突围。1946年7月7日，河南军区部队和地方干部3000余人集中在随县祝竹店，司令员兼政委黄霖战前动员后部队出发很快进入河南境内。首先袭占泌阳县西北的羊册集，缴获了小麦三千余石公粮。又在南阳至方城的公路上伏击了十几辆军车，缴获了大批的钞票、药品和金条。随后进入豫西伏牛山区向西峡县西北豫陕边界挺进。1946年8月初，进至豫西卢氏县木桐沟，完成中原突围战略转移任务。黄霖奉命到丹凤县商镇起封沟见中原军区司令员李先念。奉命率领新四军五师河南军区主力，会合闵学胜带领的三旅八团、二旅六团，在西荆公路以东的豫西一带开展游击战争，创建豫鄂陕军区第四军分区。黄霖为第四地委书记兼第四军分区政委，闵学胜为军分区司令员。四分区地处伏牛山、崤山、熊耳山的结合部，包括卢氏、灵宝、栾川、洛宁、嵩县等。胡宗南在豫西成立了“十二县联防剿共指挥部”，以邓县、内乡、卢氏、嵩县等保安团向四分区包围。至1946年11月将豫西十三县联防剿共指挥部各保安团全部击溃，解放了大半个卢氏县，打开了四分区的局面。1946年12月15日，中央军委转发四分区战斗总结通报，肯定四分区在开辟鄂豫陕根据地的过程中集中优势兵为各个歼灭敌人的作战经验。1946年12月闵学胜调到鄂豫陕军区任参谋长，黄霖兼任鄂豫陕军区第四军分区司令员。四分区部队搞来棉衣什么颜色都有。黄霖说：“甭管什么颜色，穿在身上冻不着就行，有棉衣、有被子、有菜金，这已经比其它分区不知好多少倍了。”1946年底，国军集中了十万兵力清剿鄂豫陕根据地。鄂豫陕区党委、鄂豫陕军区决定采用四分区的作战经验，集中各分区部队组成野战纵队向豫西出击，黄霖任司令员，方正平任政委。1947年1月，野战部队首战桑坪，再战攻克栾川县城和庙子镇，尔后进至鲁山地区。这时，接到中央命令，要黄方纵队向北渡过黄河，转移到太岳解放区休整。1946年2月20日，部队在新安县刘皇岭一带北渡黄河，转至山西晋城。
1947年8月5日，随中原军区部队改编的晋冀鲁豫第十二纵队从晋城出发，渡过黄河，1947年11月中旬到达淮阳地区。1947年10月，黄霖任豫皖苏第四地委书记兼豫皖苏军区第四军区司令员兼政委。1948年3月任中原军区暨中原野战军第三纵队第八旅旅长。率部参加了郑州战役与淮海战役。1949年2月，随部队改编为第二野战军第十一军三十二师任师长。1949年4月下旬渡江战役中，因病回开封休养。1949年夏，任湖南军区益阳军分区司令员兼中共益阳地委书记，率部参加了湘西剿匪。
1951年9月，任中南军区防空司令部第一副司令员。1952年10月任粤中军区（三级军区）司令员。后任广州军区防空军副司令员。1957年空防合并后，任广州军区空军副司令员。。
1955年被授予少将军衔（准军级、原中南军区），获二级八一勋章、一级独立自由勋章、一级解放勋章。。
战争年代，八次负伤，二次重伤，大腿因重伤留下了三个深深弹洞造成行走团难。1962年又患上了严重的心脏病。1965年中央军委批准黄霖离休，定居武汉市。1977年黄霖当选为第五届全国政协委员。1980年以后，主要精力和时间撰写革命回忆录，希望写一本比较完整系统的回忆录，既反映自己的成长道路，也反映亲身经历的党领导人民的斗争历史。1982年中央军委批准黄霖正兵团职待遇。
1985年罹患肺癌。1986年6月24日在北京逝世。